# Scolytus multistriatus
Scolytus multistriatus es una especie de insecto coleóptero de la familia Curculionidae, subfamilia Scolytinae. Se distribuye por la mayor parte de Europa, a excepción del norte de Escandinavia, llega hasta Irán y Argelia, y ha sido introducida en Estados Unidos y Canadá. Es un perforador, que se alimenta en olmos (género Ulmus), de los que es una plaga muy importante, además de vector de la grafiosis, la enfermedad más grave del olmo.
Pasan en forma de larva los períodos fríos del año, pupando a mediados de la primavera. Tras cerca de una semana emergen los adultos; estos se dispersan y tras localizar un olmo adecuado (muerto o débil), las hembras, comienzan la construcción de galerías maternas. Los machos son polígamos, y tras la cópula ayudan durante algún tiempo a la hembra, pero después se van y buscan aparearse de nuevo. Las hembras tras terminar la puesta de huevos mueren. Los huevos tardan una semana en abrirse, y las larvas se desarrollan en un mes.
Además de los importantes daños que causa como perforador, es clave su papel como vector en la propagación de la grafiosis: para lograr su maduración sexual, los adultos necesitan alimentarse en olmos sanos, con lo que transportan las esporas del hongo causante de la grafiosis (Ophiostoma) de los árboles enfermos a los sanos, que a su vez al enfermar se convierten en el lugar adecuado para la alimentación y reproducción de este escolítido.
En la península ibérica pueden llegar a realizar cuatro ciclos biológicos completos en un año.

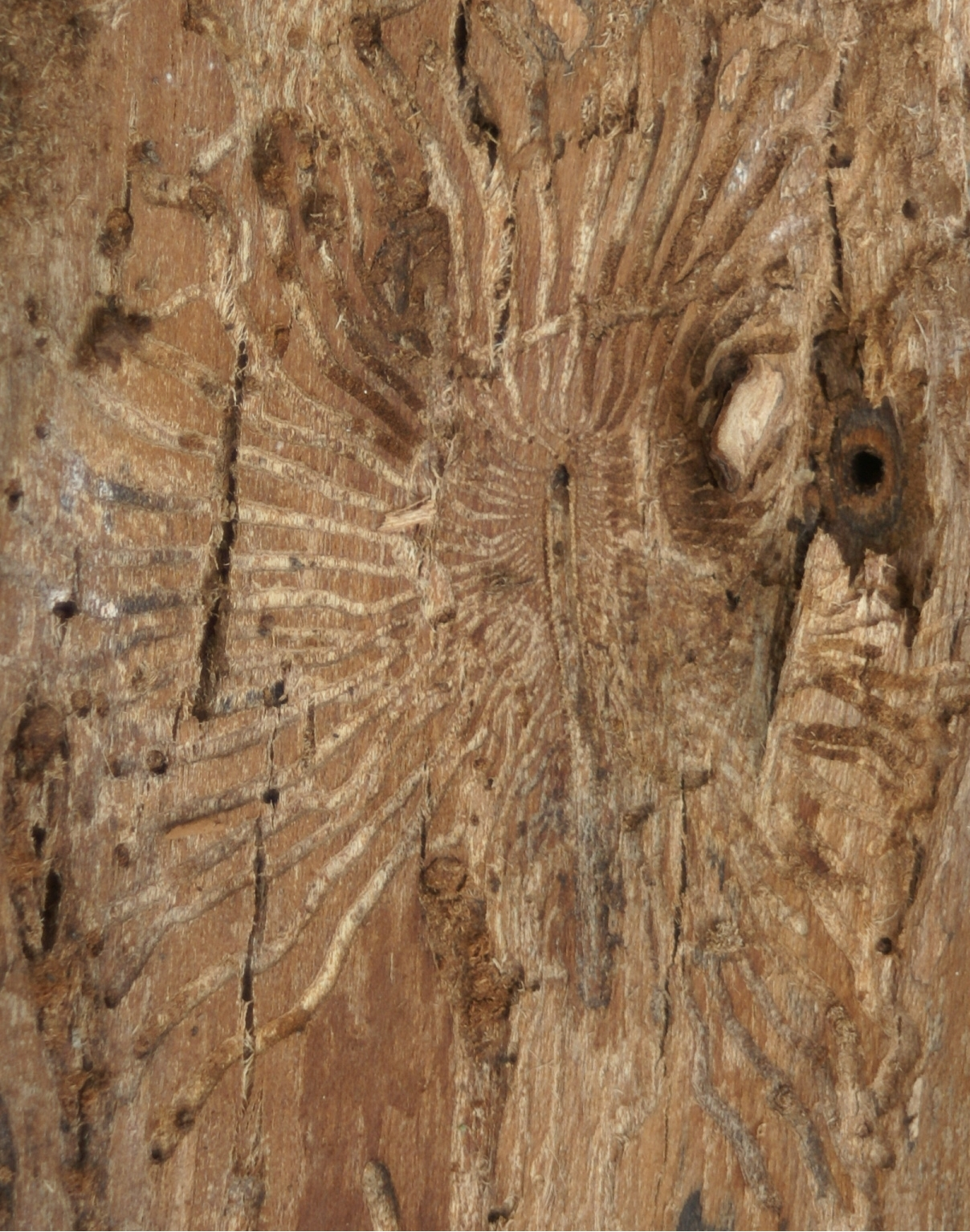
Galerías hechas por Scolytus multistriatus.